# Morbidelli V8
La 850 V8 est un modèle de moto du constructeur italien Morbidelli.
Elle est dotée d'un moteur V8 ouvert à 90°, à quatre temps, imaginé par Giancarlo Morbidelli.
Le design du premier prototype est confié à Pininfarina. Il ne fait pas l'unanimité et est remplacé.